# Boulhaf Dir
Boulhaf Dir (în arabă بولحاف الدير) este o comună din provincia Tébessa, Algeria.
Populația comunei este de 4.741 de locuitori (2008).